# Bellegarde (Loiret)
Bellegarde ou, na sua forma portuguesa, Belegarda é uma comuna francesa na região administrativa do Centro, no departamento Loiret. Estende-se por uma área de 4,94 km². Em 2010 a comuna tinha 1 623 habitantes (densidade: 328,5 hab./km²).